# Sincrotrón

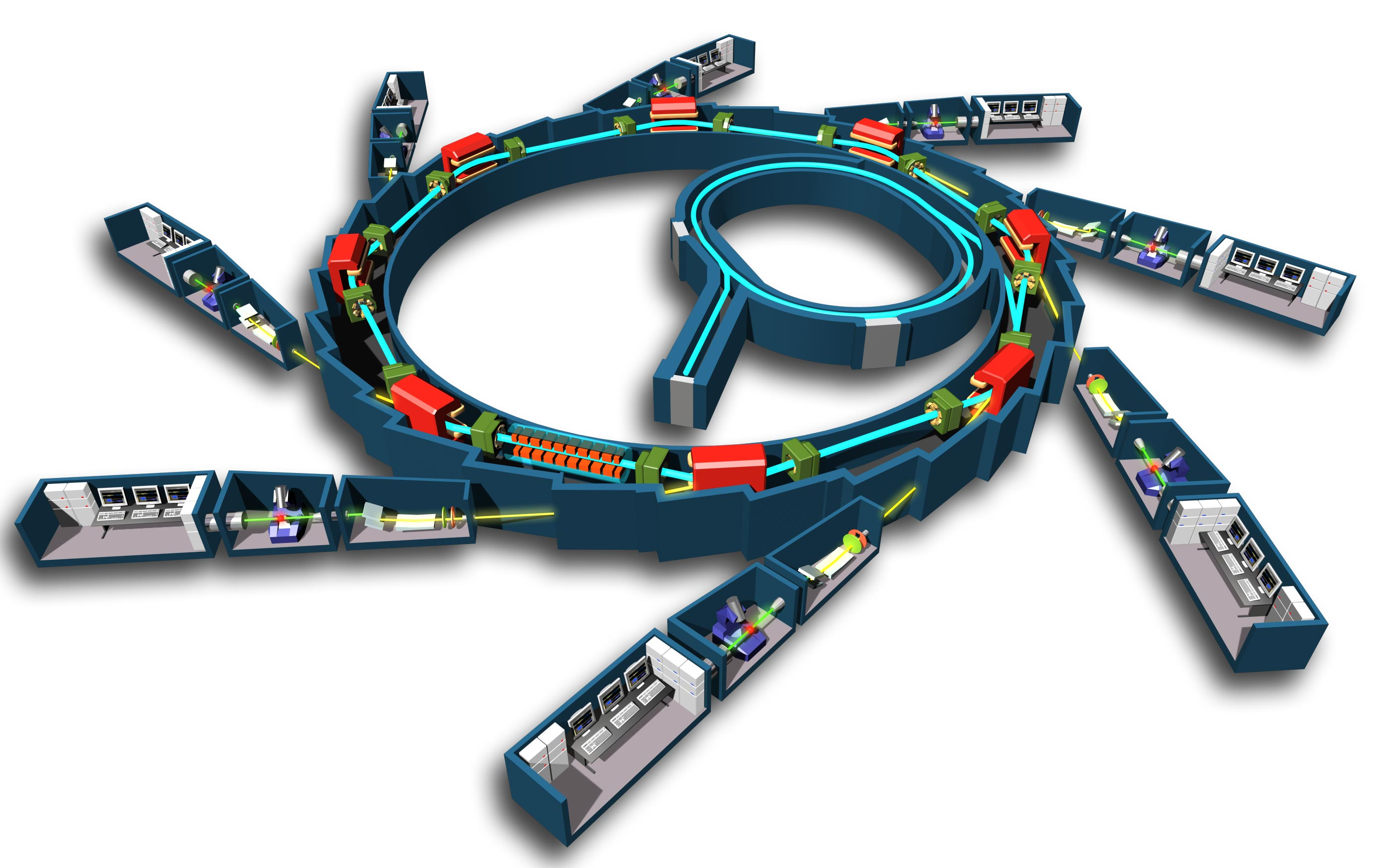
Esquema de un sincrotrón

El sincrotrón es un tipo de acelerador de partículas. Se diferencia de otros aceleradores en que las partículas se mantienen en una órbita cerrada. Los primeros sincrotrones se derivaron del ciclotrón, que usa un campo magnético constante para curvar la trayectoria de las partículas, aceleradas mediante un campo eléctrico también constante, mientras que en el sincrotrón ambos campos varían. La velocidad máxima a la que las partículas se pueden acelerar está dada por el punto en que la radiación sincrotrón emitida por las partículas al girar es igual a la energía suministrada.
Los sincrotrones pueden usarse como colisionadores de partículas. En este tipo de sincrotrones, dos haces de partículas diferentes se aceleran en direcciones opuestas para estudiar los productos de su colisión. En otros sincrotrones, conocidos por el nombre de anillos de almacenamiento, se mantiene un haz de partículas de un solo tipo circulando indefinidamente a una energía fija, usándose como fuentes de luz sincrotrón para estudiar materiales a resolución del orden del radio atómico, en medicina y en procesos de manufactura y caracterización de materiales. Un tercer uso de los sincrotrones es como pre-acelerador de las partículas antes de su inyección en un anillo de almacenamiento. Estos sincrotrones se conocen como boosters («aceleradores»).

## Desarrollo

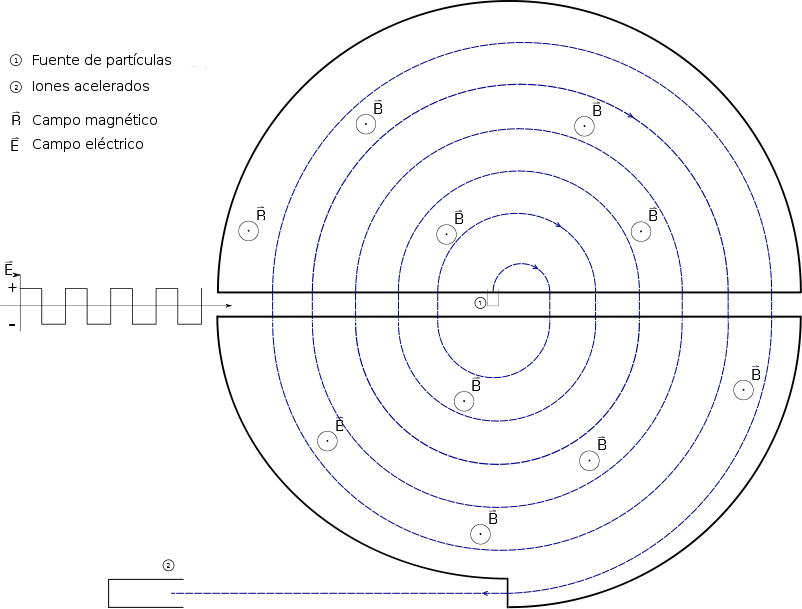
Esquema de funcionamiento de un ciclotrón, el precursor del sincrotrón. El campo magnético es uniforme y se aplica en la dirección perpendicular a la órbita de las partículas. Las partículas se aceleran desde cero cada vez que atraviesan el campo magnético y describen una espiral cuyo radio aumenta hasta que emergen del acelerador.

El ciclotrón, concebido por el físico austro-húngaro Leó Szilárd en 1929, se puede considerar el precursor del
sincrotrón. El ciclotrón usa un campo magnético estático para curvar la trayectoria de las partículas y un campo eléctrico oscilante de
frecuencia fija para acelerarlas en un punto de su trayectoria. A medida que las partículas aumentan su velocidad, el radio de su órbita aumenta, por lo cual describen una espiral. Ernest Lawrence diseñó y construyó el primer ciclotrón, puesto en marcha por vez primera a finales de 1931. Esta máquina no era adecuada para la aceleración de partículas relativistas, cuya masa aumenta al aproximarse su velocidad a la de la luz, lo que causa un desfasaje con respecto a la oscilación del voltaje acelerador.
En 1934, Szilárd describió el principio de estabilidad de fase, fundamental en el diseño del sincrotrón. En 1945, el estadounidense Edwin McMillan y el soviético Vladimir Veksler propusieron, independientemente, un acelerador basado en este principio, variando la frecuencia del campo eléctrico a medida que la partícula incrementa su energía. De este modo, las partículas reciben una cantidad de energía inversamente proporcional a su velocidad, lo que resulta en un haz estable donde las partículas viajan, en promedio, a la velocidad apropiada. Usando este principio, Lawrence, McMillan y otros miembros de su grupo transformaron el ciclotrón de Berkeley en un sincrociclotrón en 1946. Este aparato llegó a acelerar protones hasta 740 MeV e iones de Helio a 920 MeV. El Phasotron, un sincrociclotrón para electrones construido por Veksler en Dubná, Rusia, alcanzó los 10 GeV.

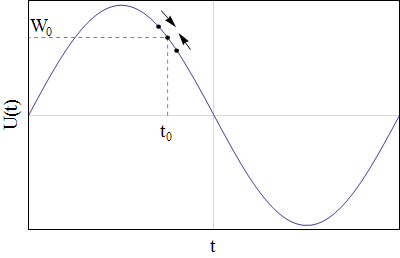
Ilustración del principio de estabilidad de fase en el sincrotrón: la función periódica U(t) representa el campo eléctrico oscilatorio. Los tres puntos sobre la gráfica representan tres partículas viajando a velocidades ligeramente distintas. La partícula del centro alcanza el campo con la fase «óptima» W_{0}, entre 90 y 180°. La partícula que llega ligeramente por delante recibe menos energía del campo, y la que llega por detrás, más, de tal modo que las fases permanecen concentradas alrededor de W_{0}.

 La máxima energía de los sincrociclotrones está dictada por el radio máximo de la órbita de las partículas, que no podían acelerarse más una vez alcanzado este punto.
En 1949, MacMillan construyó el primer sincrotrón de electrones, incrementando la magnitud del campo magnético en sincronía con la velocidad de los electrones y consiguiendo así mantener a estos en una órbita fija cerrada y acelerarlos hasta una energía de 300 MeV. El primer sincrotón de protones fue el Cosmotrón, diseñado en 1948 y construido en el Laboratorio Nacional de Brookhaven. El Cosmotrón comenzó a funcionar a la energía de 3.3 GeV a principios de 1953. En 1952, varios de los colaboradores en el diseño y construcción del Cosmotrón publicaron una idea para aumentar la eficiencia de los sincrotrones alternando lentes magnéticas convergentes y divergentes —campo magnético de gradiente alternado—   para focalizar el haz de partículas a lo largo de toda su trayectoria, idea patentada ya en 1950 por Nicholas Christofilos. Esta idea fue inmediatamente incorporada al diseño del sincrotrón de protones del CERN, donde hasta entonces se planeaba alcanzar una energía de 10 GeV. Gracias al uso de gradiente alternado entró en funcionamiento en 1959 a 30 GeV. En 1960, entró en funcionamiento el AGS («Alternating Gradient Synchrotron» de 33 GeV en Brookhaven.
Bob Wilson, un antiguo colaborador de Lawrence, propuso separar los imanes focalizadores del haz de los imanes usados para curvar la trayectoria del haz de partículas en el sincrotrón de Fermilab, finalizado en 1972, donde se alcanzaron 400 GeV. En las décadas siguientes se siguieron construyendo sincrotrones de mayor tamaño y energía, como el Tevatron en Fermilab o el LHC en CERN, dedicados al estudio de partículas subatómicas.
Aunque la radiación sincrotrón emitida por las partículas aceleradas constituye una limitación a la máxima energía alcanzable en un sincrotrón, los científicos pronto se percataron de las posibilidades que ofrecían los haces intensos de radiación ultravioleta y rayos X generados en los sincrotrones de altas energías,y en los 80, aparecieron los primeros anillos de almacenamiento diseñados exclusivamente como fuentes de radiación sincrotrón. Algunos colisionadores de partículas obsoletos, como el sincrotrón de Stanford en los Estados Unidos, o DORIS y PETRA en el laboratorio Deutsches Elektronen-Synchrotron, Alemania, han sido reconfigurados para este propósito, mientras que unos pocos, como CHESS, en la Universidad de Cornell, se utilizaron a la vez para estudios de física de partículas y como fuentes de luz sincrotrón.
A principios del siglo XXI se empezaron a diseñar anillos de almacenamiento «limitados por difracción», caracterizados por una emitancia extremadamente baja del haz de electrones y una radiación muy coherente y colimada. El laboratorio MAX IV fue la primera fuente de este tipo.

## Componentes

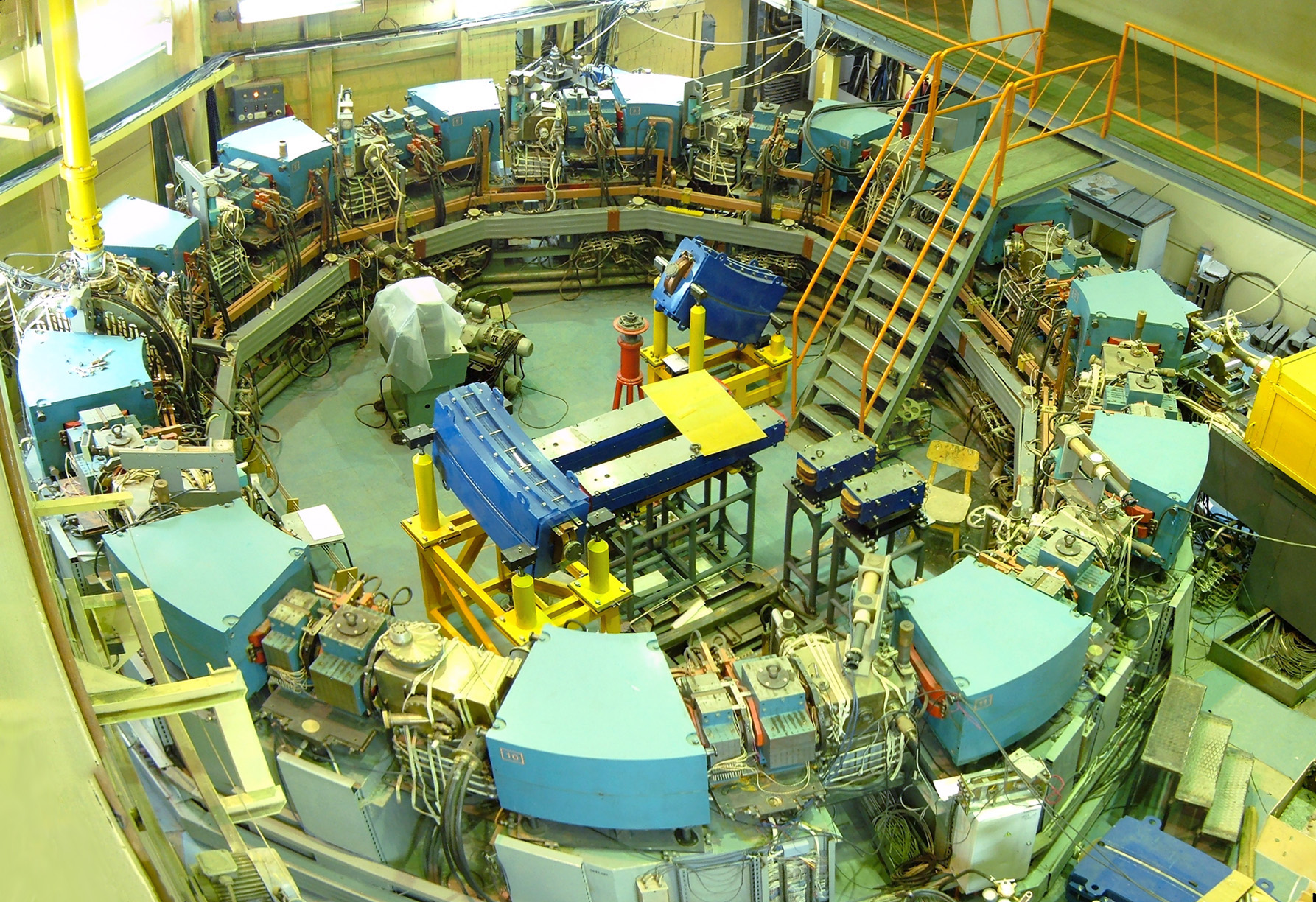
Booster de 900 MeV del colisionador de partículas VEPP 2000, en Novosibirsk

### Fuente de partículas
Para la producción de electrones se suelen utilizar cátodos termoiónicos o cátodos fríos o fotocátodos. Los positrones se producen haciendo incidir un haz de electrones acelerados sobre un material metálico. Las fuentes de protones son muy diversas; se suelen extraer de un plasma, generado, por ejemplo,  a partir de una descarga o radiación de microondas aplicados a un gas. Los antiprotones se producen de manera parecida a los positrones, haciendo chocar un haz de protones con un metal pesado.

### Aceleradores auxiliares: LINACS yboosters
Al contrario que los ciclotrones, los sincrotrones no son capaces de acelerar las partículas a partir de baja energía, por lo cual la
aceleración se realiza por etapas. El haz de partículas se acelera inicialmente usando una fuente de alto voltaje oscilando a
radio frecuencias. Las partículas se inyectan en un acelerador linear o LINAC, y de ahí pasan a un sincrotrón llamado
preacelerador o booster donde adquieren su energía final; las partículas así aceleradas se inyectan al sincrotrón principal o anillo de
almacenamiento, donde circulan a una energía fija. En un sincrotrón típico, el LINAC imparte a los electrones una energía entre 0.1 y 1 GeV, y el booster los acelera hasta la energía final de unos pocos GeV. El Gran Colisionador de Hadrones, que opera con protones de 7 TeV, requiere tres sincrotrones auxiliares.

### Cavidades de radiofrecuencia
Las cavidades de radiofrecuencia o RF son una serie de estructuras huecas donde se aplica el voltaje oscilante longitudinal, suministrado por klistrones,  que acelera las partículas. En un acelerador propiamente dicho, como el booster, la energía de las partículas aumenta cada vez que atraviesan la cavidad. En los anillos de almacenamiento, en cambio, solo se suministra la energía necesaria para compensar las pérdidas por radiación sincrotrón. Las cavidades RF también mantienen a las partículas agrupadas en paquetes que circulan a aproximadamente la misma velocidad, manteniendo la sincronía entre la fase del voltaje acelerador y la frecuencia de circulación del haz.

### Elementos magnéticos

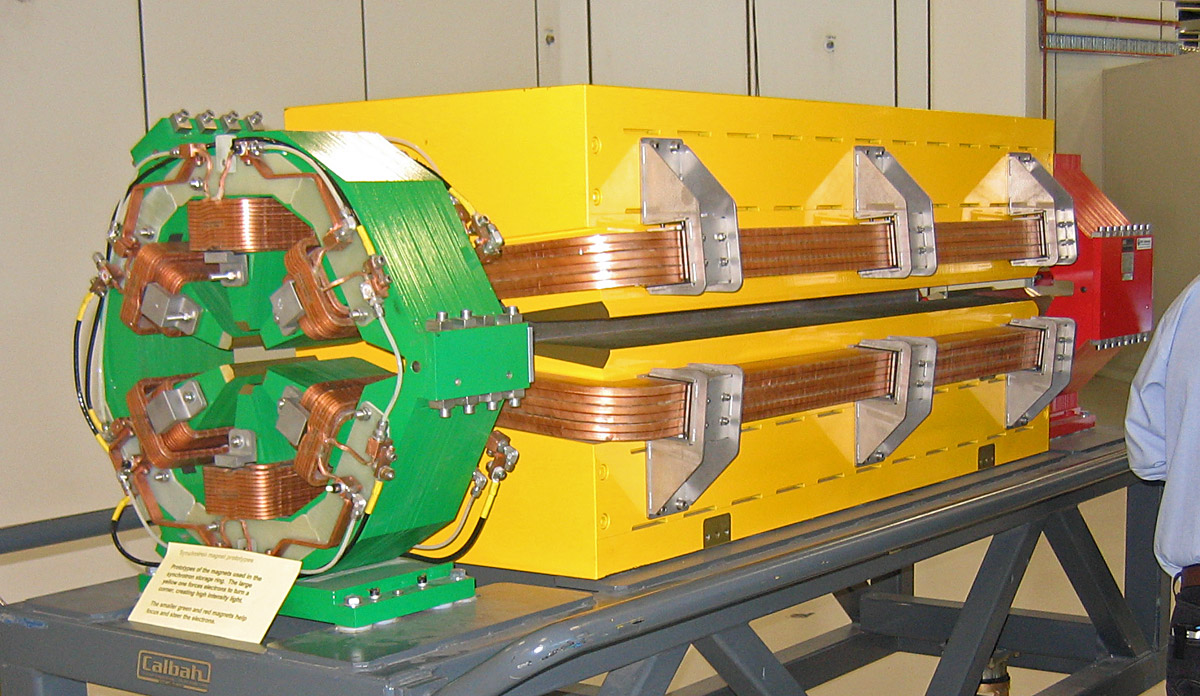
Imanes del anillo de almacenamiento del Sincrotrón Australiano. En primer plano, un sextupolo (en verde), seguido por un dipolo (en amarillo) y, parcialmente oculto detrás de este, un cuadrupolo (en rojo).

Los sincrotrones modernos utilizan dipolos, llamados imanes curvadores —bending magnets— para curvar la trayectoria del haz de partículas y cuadrupolos y sextupolos para mantener el haz enfocado. La separación de las funciones de deflección y focalización permite alcanzar una energía mayor y optimizar las propiedades ópticas del sincrotrón. Los imanes tienen los polos orientados perpendicularmente a la órbita. Los cuadrupolos pueden orientarse de tal manera que las componentes verticales y horizontales de las fuerzas magnéticas que ejercen sobre las partículas son independientes y se suele alternar su polaridad a lo largo de la cavidad del sincrotrón, es decir, se have converger y divergir el haz sucesivamente. Esta disposición, conocida como «celda FODO» mantiene el haz colimado, importante tanto para maximizar el número de colisiones de partículas, como para producir luz sincrotrón coherente y concentrada. Los imanes sextupolos se utilizan para corregir las aberraciones de los cuadrupolos.
En los sincrotrones modernos utilizados como anillos de almacenamiento para la producción de luz sincrotrón, los imanes se suelen disponer en diversas configuraciones, con el objetivo de lograr un haz de radiación lo más brillante posible. Una configuración muy utilizada es la «celda DBA» (Double Bend Achromatic) o «celda Chasman-Green», que en su versión más simple consiste en un par de imanes curvadores con una lente cuadrupolar en el centro. A comienzo del siglo XXI se introdujo el concepto de la «celda MBA» (Multiple Bend Achromatic) que agrupa varios elementos curvadores en un espacio más reducido y permite una disminución importante de la emitancia de la radiación. El sincrotrón nacional sueco MAX IV es la primera instalación que incorpora celdas MBA. Otras fuentes basadas en el mismo diseño básico, conocidas como fuentes limitadas por difracción, se encuentran en desarrollo.
Los anillos de almacenamiento de tercera y cuarta generación cuentan además con dispositivos magnéticos compuestos de una secuencia de varios dipolos alternantes. Según la fuerza del campo magnético, estos aparatos se dividen en wigglers u onduladores. Ambos hacen seguir a los electrones una trayectoria oscilante, con un radio de curvatura menor que en los dipolos principales. Esto permite obtener radiación sincrotrón con propiedades diversas y mejor adaptadas a distintos tipos de experimentos.

### Líneas de luz sincrotrón
Al atravesar los imanes curvadores, wigglers y onduladores, las partículas emiten radiación en un amplio rango de longitudes de onda. La radiación ultravioleta y de rayos X emitida por los sincrotrones puede ser utilizada para varios experimentos. Las líneas de luz consisten en una cavidad en vacío para transportar esta radiación hasta las muestras que se pretende estudiar y varios instrumentos para modificar y adaptar las propiedades de la radiación, como espejos, para enfocar el haz de radiación y monocromadores para seleccionar determinadas longitudes de onda. La configuración específica de una línea de luz depende del tipo de experimento al que esté destinada y a las características del sincrotrón.

## Aplicaciones

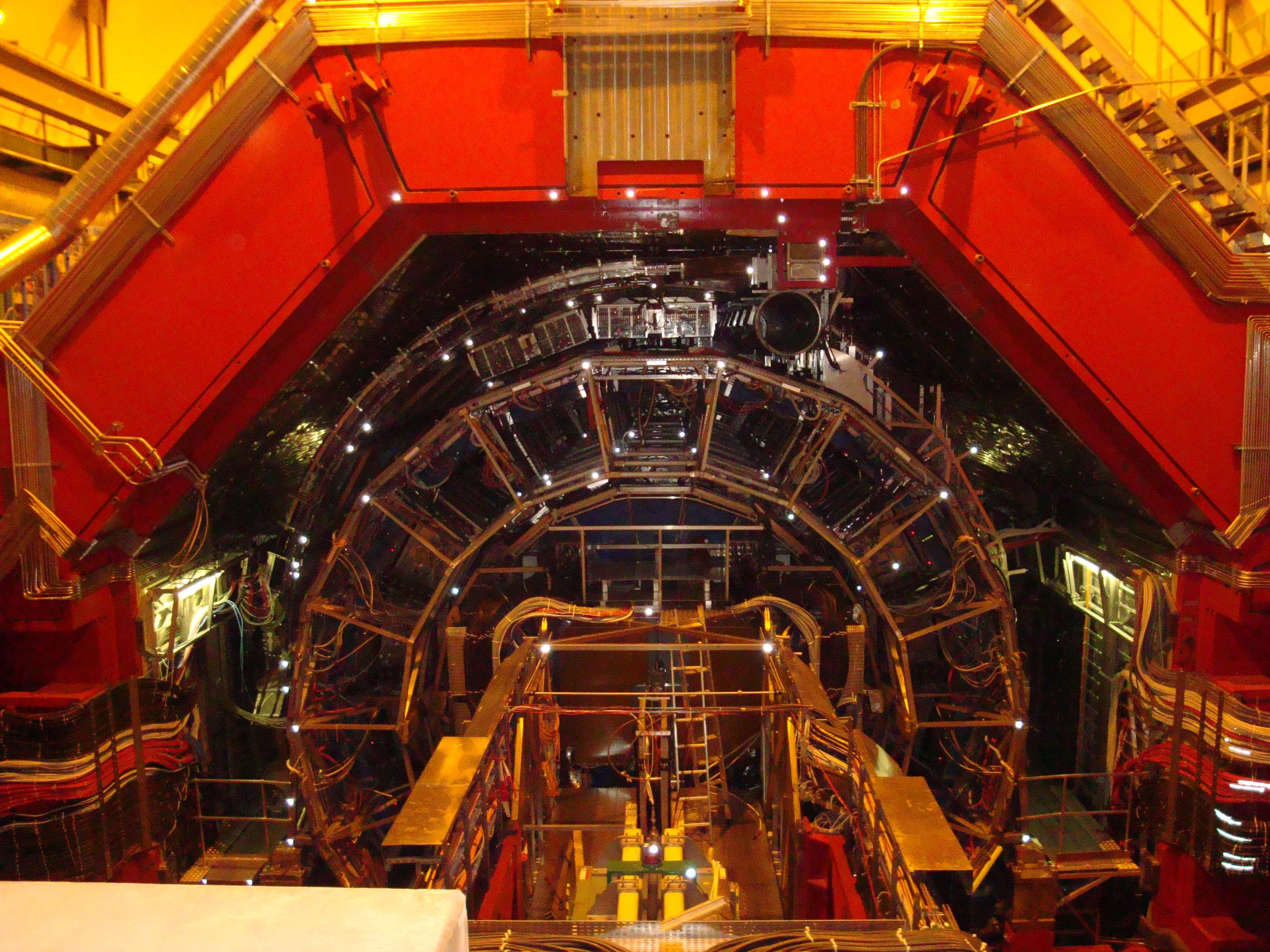
Detector de partículas en el LHC

### Estudio de partículas subatómicas
Durante varias décadas la aplicación principal de los sincrotrones y otros aceleradores circulares fue el estudio de los constituyentes fundamentales de la materia. En las primeras máquinas de este tipo, se hacían chocar las partículas aceleradas contra un blanco metálico estacionario, donde interactuaban con los núcleos atómicos, produciendo partículas y antipartículas. En cambio, en los sincrotrones de alta energía posteriores, como el SPS, el LEP y el LHC, de la
Organización Europea para la Investigación Nuclear (CERN) y el Tevatron de Fermilab, fueron diseñados para producir colisiones entre dos haces de antipartículas circulando a la misma velocidad en direcciones opuestas. En este caso, el momento total de los dos haces es cero, por lo cual la energía total del haz puede ser consumida en la producción de nuevas partículas, al contrario que en el caso de un blanco estacionario, donde la ley de conservación del momento implica que parte de la energía es conservada por el haz. El haz en los colisionadores debe contener un gran número de partículas concentradas en un volumen muy reducido para maximizar el número de colisiones en cada ciclo, que es muy pequeño comparado con las colisiones obtenidas con un blanco fijo.
Los colisionadores pueden ser de dos tipos: de hadrones —habitualmente protones y antiprotones— o de leptones —por ejemplo, electrones y positrones.— Los colisionadores de hadrones tienen la ventaja de limitar las pérdidas por radiación, y son la herramienta principal para el descubrimiento de nuevas partículas. Los colisionadores de leptones, por otro lado, son útiles para la caracterización precisa de las partículas ya descubiertas.

### Estudio de materiales

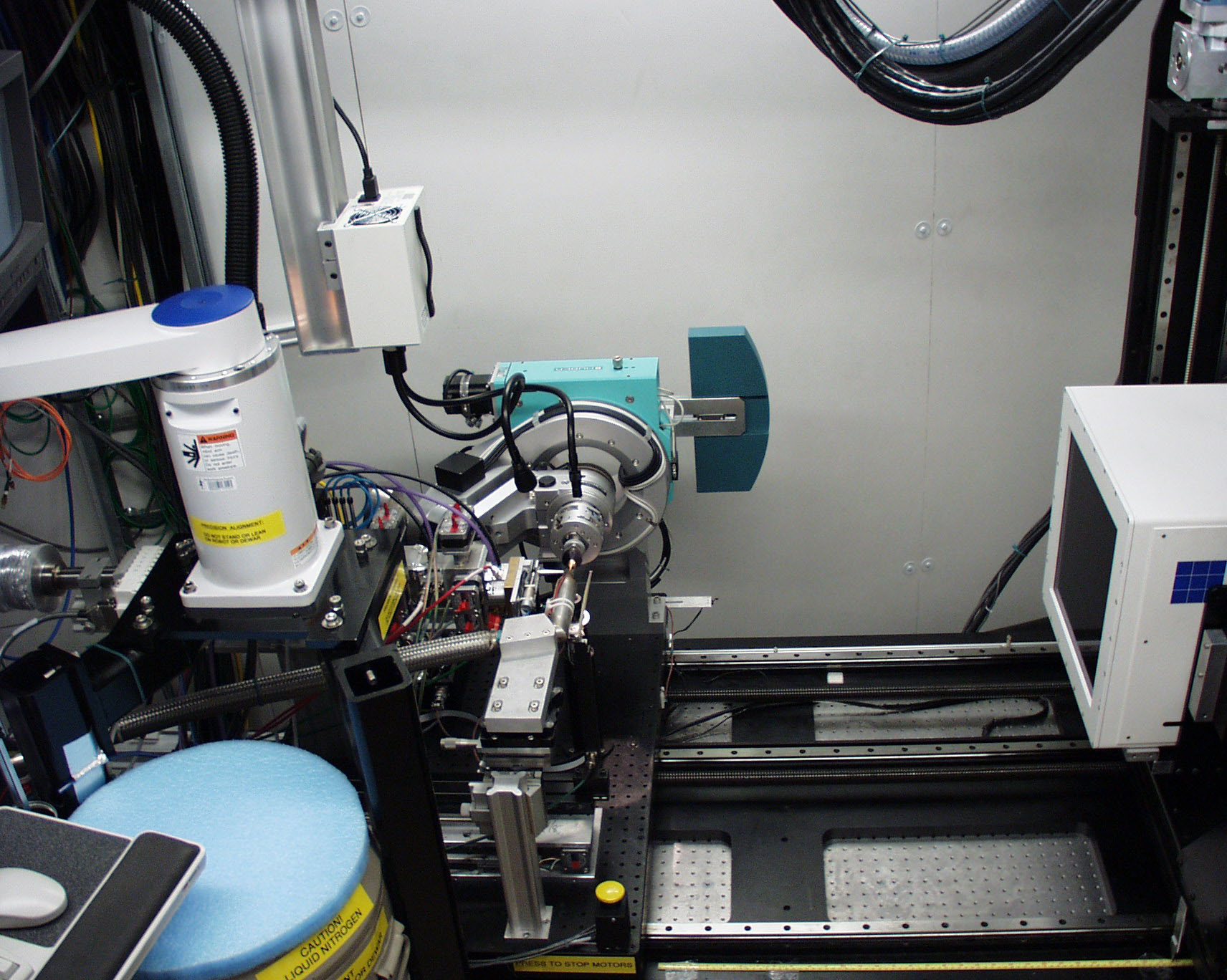
Línea de luz sincrotrón para el estudio de moléculas biológicas (proteínas y ácidos nucleicos) por la técnica de difracción de cristales

La radiación sincrotrón emitida por los electrones al atravesar los imanes curvadores, wigglers y onduladores está compuesta por un espectro continuo de longitudes de onda desde los rayos X de alta energía hasta el infrarrojo. Esta radiación es muy intensa, concentrada y coherente espacialmente, propiedades idóneas para poder realizar una amplia gama de experimentos para explorar las propiedades de todo tipo de materiales orgánicos e inorgánicos, utilizando técnicas como la espectroscopía, dispersión, difracción y microscopía.
Los primeros experimentos con luz sincrotrón se llevaban a cabo de modo «parasitario» en colisionadores de partículas, pero la mayoría de los sincrotrones en funcionamiento actualmente se utilizan solo para este propósito. Los sincrotrones diseñados para la producción de radiación sincrotrón se conocen como «sincrotrones de segunda generación» o «de tercera generación», dependiendo de la emitancia del haz de partículas, definida como el producto del área transversal del haz y su divergencia angular: en las fuentes de segunda generación la emitancia es del orden de 100 nm-mrad y en las de tercera generación es de  10 nm-mrad, lo que resulta en un haz de radiación más concentrado. La mayoría de estos sincrotrones tienen un diámetro del orden de los 100 m y funcionan a energías de unos pocos GeV. El de mayor tamaño PETRA, un antiguo colisionador reconvertido a fuente de luz sincrotrón, cuenta con más de dos kilómetros de circunferencia. En la primera década del S XXI se ha logrado construir un sincrotrón compacto que cabe en una habitación. Estas fuentes compactas utilizan luz láser para estimular la emisión de luz sincrotrón por los electrones.